# Hariulf (prince burgonde)
Pour les articles homonymes, voir Hariulf.
Hariulf (en latin : Hariulfus) est le nom d'un prince burgonde du IVe siècle connu uniquement par une inscription découverte en 1877 à Trèves, en Allemagne.
Selon son épitaphe découverte dans l'ancienne ville impériale romaine d'Augusta Treverorum (auj. Trèves) en Germanie supérieure, Hariulf (Hariulfus) était le fils d'un certain Hanhavald (Hanhavaldus), appartenant à la famille royale burgonde (regalis gentis Burgundionum).
| Hariulfus protector I domesticus filius Han/havaldi regalis genti/s Burgundionum qui I vicxit(\) annos XX et men/sis(\) nove(m) et dies nove(m). Reutilo avunculu/s ipsius fecit. |

Entré dès son plus jeune âge dans l'armée romaine, Hariulf devint protector domesticus, c'est-à-dire membre de la garde impériale ou plutôt de l'état-major des empereurs à Trèves –qui fut une résidence impériale de 367 à 388– avant de mourir prématurément à l'âge de vingt ans à la cour impériale de Trèves, probablement sous le règne de l'empereur Valentinien Ier (364–375) ; selon sa stèle funéraire dédiée par son oncle Reutilo, il vécut vingt ans, neuf mois et neuf jours. À cette époque, les Burgondes étaient vraisemblablement gouvernés par le roi Gibica ou par son prédécesseur.